# Трифена
Трифена (дав.-гр. Τρύφαινα, бл. 141 до н. е. — 111 до н. е.) — цариця Сирії у 124–111 роках до н. е.

## Життєпис
Походила з династії Птолемеїв. Старша донька Птолемея VIII, царя Єгипту, та його дружини-небоги Клеопатри ІІІ. Про її дитинство немає відомостей. У 124 році до н. е. вийшла заміж за сирійського царя Антіоха VIII. Мала від нього 5 синів та 1 доньку. Припускається, що на честь шлюбу, була викарбувана дуже рідкісна золота октадрахма. 
Сприяла своєму чоловікові під час боротьби з іншим претендентом на сирійський трон Антіохом IX Кізікським. У 112 році до н. е. після захоплення Антіохії в полон потрапила її сестра Клеопатра IV. За наказом Трифени останню було вбито у храмі Аполлона. Мотиви цього невідомі — за однією версією з дитинства між сестрами була ненависть, за іншою — Трифена побоювалася, що її чоловік може одружитися з сестрою. У 111 році до н. е. потрапила в полон до Антіоха Кізікського, за наказом якого Клеопатру Трифену було страчено.

## Родина
Чоловік — Антіох VIII Гріп
Діти:
- Селевк VI Епіфан
- Антіох XI Діоніс
- Філіпп I Філадельф
- Деметрій III Філопатор
- Антіох XII
- Лаодіка VII Теа